# Lucian Bălan
Lucian Bălan (25. června 1959, Bukurešť, Rumunsko – 12. listopadu 2015) byl rumunský fotbalový záložník a reprezentant.
Část své hráčské kariéry strávil v klubu FC Steaua București, kde nasbíral několik titulů, mj. v PMEZ 1985/86.
Mimo Rumunska hrál krátce v Belgii a Španělsku.
Po skončení aktivní hráčké kariéry se dal na trenérskou dráhu. 12. listopadu 2015 spáchal sebevraždu.

## Klubová kariéra
- Autobuzul București 1970–1973 (mládežnické týmy)
- Șc. Sportivă 1 București 1973 (mládežnické týmy)
- Minerul Cavnic 1976–1978 (mládežnické týmy)
- FC Baia Mare 1978–1985
- FC Steaua București 1985–1989
- K. Beerschot VAC 1989–1990
- Real Murcia 1989–1990
- FC Steaua București 1990–1991

## Reprezentační kariéra
Reprezentoval Rumunsko.
V A-mužstvu debutoval 8. 4. 1987 v přátelském zápase v Brašově proti týmu Izraele (výhra 3:2). Byl to jeho jediný start za rumunský národní tým.